# 第一次晉州城之戰
第一次晉州城之戰，又稱晉州大捷，是第一次朝鮮之役中的一場戰鬥，發生在萬曆二十年/文祿元年（1592年）的陰曆十月五日至十日。在這次戰鬥中，朝鮮軍第一次裝備了仿製的火繩槍。
晉州城是通往全羅道的重要門戶，為了打通這個門戶，同時也對隱藏在叢林中的郭再祐義軍能夠有效打擊，宇喜多秀家和細川忠興下達了先攻取昌原、再攻略晉州的指令。
慶尚右兵使兼咸安郡守柳崇仁死戰防衛咸安，被日軍擊敗，出奔晉州，希望晉州牧使金時敏開城接納。柳崇仁是金時敏的上司，金時敏得知日軍迫近晉州的消息後，擔心柳崇仁入城後會導致城中守軍號令不一，便拒絕了這個要求。柳崇仁最終力戰而死。金時敏研究了日軍的火繩槍，並仿製了170支分配給守城的朝鮮軍，讓他們多次訓練，並堅定朝鮮軍能夠打敗日軍的信心。
十月五日，細川忠興率日軍兵臨晉州城下。當得知城中只有三千多名守軍的時候，細川忠興非常高興，認為又將是一次輕而易舉的勝利。日軍架起梯子攻城時，朝鮮軍使用大炮、弓箭、火繩槍對攻城日軍發起猛烈攻擊，使日軍傷亡慘重。細川忠興甚為震驚，下令使用火繩槍的火力掩護日軍攻城。但守城的朝鮮軍冒著彈雨，使用石塊和斧頭摧毀了攻城梯。攻城梯被摧毀後，朝鮮軍在城樓上，使用火繩槍居高臨下地對日軍發起攻擊，日軍傷亡更加慘重。
在戰鬥的第三天，金時敏被子彈擊中頭部，傷重無法繼續指揮戰鬥。細川忠興探知後，發起更為猛烈的攻城，試圖借此機會摧毀朝鮮守軍的鬥志。雖然朝鮮守軍堅持奮戰，但沒有統一的領導，處於非常不利的地位。
此時，郭再祐得知日軍攻打晉州之事，率領二千餘人的義兵馳赴晉州，發起遊擊戰，趁夜偷襲日軍營地。郭再祐身穿紅色緋緞所織成的戰袍，率義兵迅速闖入日軍營地，突襲毫無防備的日軍，並故意發出巨大聲響以製造恐慌，隨後便消失地無影無蹤。日軍對郭再祐十分畏懼，稱他為「天降紅衣將軍」。
細川忠興意識到如此下去日軍必然損失慘重，只得下令撤退。朝鮮軍隊成功守住晉州。
晉州大捷與閑山島大捷、幸州大捷並稱為壬辰衛國戰爭中的三大捷。晉州大捷的勝利傳到朝鮮各地，鼓舞了朝鮮軍隊低落的士氣。

## 腳註
1. ↑  'Korea Broadcasting System, "History Special Book Edition vol. 6" - Siege of Jinju, p. 353'